# سزار دل کانسا
سزار دل کانسا (ایتالیایی: Cesare Del Cancia؛ ۶ مه ۱۹۱۵ – ۲۵ آوریل ۲۰۱۱) دوچرخه‌سوار اهل ایتالیا بود.